# Acroperus angustatus
Acroperus angustatus är en kräftdjursart som beskrevs av Sars 1863. Acroperus angustatus ingår i släktet Acroperus och familjen Chydoridae. Inga underarter finns listade i Catalogue of Life.